# Primula ioessa
Primula ioessa är en viveväxtart som beskrevs av William Wright Smith. Primula ioessa ingår i släktet vivor, och familjen viveväxter. Inga underarter finns listade i Catalogue of Life.